# 歐陽震
歐陽震（1501年—？年），字起叔，號龍岡，四川重慶府巴縣民籍江西泰和縣人。

## 生平
正月初八日生，行二，治《易經》，由國子生中式四川鄉試第三十七名舉人，年四十四歲中式嘉靖二十三年（1544年）甲辰科會試中式第三百七名，第三甲第三十一名進士。初授浙江樂清知縣，治乐三载，声绩旁流。二十七年十一月選授南京湖廣道試御史，二十八年十月實授。

## 家族
曾祖歐陽隆；祖歐陽仲謙；父歐陽潤；前母張氏；杜氏。永感下，妻杭氏，兄歐陽復（戊子舉人、貢士、信陽知州）。